# Skrzydlate słowa z literatury niemieckiej
Skrzydlate słowa z literatury niemieckiej – znane w Polsce cytaty pochodzące z utworów poetów i pisarzy niemieckich.
W twórczości najwybitniejszego poety niemieckiego Johanna Wolfganga von Goethego (1749–1832) znajduje się wiele ważnych powiedzeń, sentencji i aforyzmów. Wiele z nich to wyrażenia powszechnie znane i używane w Niemczech, nie tylko wśród osób wykształconych humanistycznie, nazywane są „skrzydlatymi słowami” (niem. Geflügelte Worte). Również inny wybitny poeta, tworzący w tej samej epoce Friedrich Schiller (1759–1805), jest autorem znanych cytatów. Jedynie niewielka część znanych w Niemczech cytatów, sentencji i powiedzeń pochodzących z utworów Goethego i Schillera funkcjonuje wśród użytkowników języka polskiego, jednak niektóre z nich można uznać za powszechnie znane i używane „skrzydlate słowa” w języku polskim.

## Johann Wolfgang von Goethe
Od Goethego pochodzą m.in. następujące „skrzydlate słowa”:
- Trwaj chwilo, jesteś piękna! (Verweile doch, du bist so schön!)

W monumentalnym dramacie Goethego „Faust” główny bohater zawiera pakt z Mefistofelesem. Diabeł będzie mógł zabrać duszę Fausta, gdy doprowadzi go do pełnej szczęśliwości, pozwalając mu wypowiedzieć te właśnie słowa. Faust osiąga ten stan szczęśliwości w chwili śmierci, snując wizję pracy dla innych, a diabłu nie udaje się opanować jego duszy.
- Znasz-li ten kraj, gdzie cytryna dojrzewa? (niem. Kennst du das Land, wo die Zitronen blühn?(inne języki))

Kennst du das Land… to słowa, od których zaczyna się pieśń Mignon, bohaterki powieści Goethego Lata nauki Wilhelma Meistra (niem. Wilhelm Meisters Lehrjahre) (1795/1796). Oznaczają Włochy, skąd Mignon pochodzi i za którymi tęskni. Ironicznej parafrazy tego zdania dokonał pisarz Erich Kästner (1928), który w swoim wierszu wyraz Zitronen zastąpił przez Kanonen (armaty), przy czym na myśli miał już nie Włochy, a Niemcy.
Z kolei Adam Mickiewicz jest autorem wolnego tłumaczenia tekstu Goethego. Powstała z tego pieśń skomponowana przez Stanisława Moniuszkę. Oto jej pierwsze wersy:
Znasz-li ten kraj // Gdzie cytryna dojrzewa? // Pomarańcz blask // Majowe złoci drzewa? // Gdzie wieńcem bluszcz // Ruiny dawne stroi // Gdzie buja laur // I cyprys cicho stoi? // Ach, tam, o moja miła // Tam był mi raj // Pókiś ty ze mną była!
Tekst w oryginale brzmi:
Kennst du das Land // Wo die Zitronen blühn // Im dunklen Laub die Gold-Orangen glühn // Ein sanfter Wind vom blauen Himmel weht // Die Myrte still und hoch der Lorbeer steht // Kennst du es wohl? // Dahin, dahin // Möcht ich mit dir // O mein Geliebter, ziehn!
- Więcej światła! (Mehr Licht!)

Te słowa miał wypowiedzieć Goethe na łożu śmierci. Skierował je do służącego zasłaniającego okna. Współcześni próbują to interpretować na swój sposób: jako apel o szerzenie wiedzy, oświaty w społeczeństwie.

## Friedrich Schiller
„Skrzydlate słowa” pochodzące od Friedricha Schillera to m.in. słowa z Ody do radości i Sprzysiężenia Fiesca w Genui.
Oda do radości (An die Freude) (1786). To tytuł wiersza Schillera, który stał się inspiracją do powstania hymnu Unii Europejskiej (tekst śpiewany do IX Symfonii Beethovena). Na język polski wiersz został przetłumaczony przez Konstantego Ildefonsa Gałczyńskiego. Stąd pochodzą frazy (polskie odpowiedniki: na podstawie Markiewicz/Romanowski):
- Radości, iskro bogów! (Freude, schöner Götterfunken!)
- Wszyscy ludzie będą braćmi! (Alle Menschen werden Brüder)
- Obejmijcie się, miliony! (Seid umschlungen, Millionen!).

W dramacie Sprzysiężenie Fieska w Genui (niem. Die Verschwörung des Fiesco zu Genua) Muley Hassan, rozczarowany czarnoskóry bohater z Tunisu, który pomagał Fieskowi, głównemu bohaterowi, w jego buncie wobec doży Genui, wypowiada słowa:
- Murzyn zrobił swoje, Murzyn może odejść (Der Mohr hat seine Schuldigkeit getan, der Mohr kann gehen).

## Utwory literackie innych autorów
Również od innych autorów niemieckich pochodzą „skrzydlate słowa” znane w Polsce, są wśród nich tytuły utworów literackich. Niektóre przykłady:
- Na Zachodzie bez zmian (Im Westen nichts Neues) to tytuł powieści o antywojennym wydźwięku z roku 1929, której autorem jest Erich Maria Remarque. Powieść ta oparta jest na przeżyciach samego autora z I wojny światowej. „Na zachodzie bez zmian” to w powieści powtarzający się komunikat z frontu, kiedy nie miały miejsca żadne nowe wydarzenia, ale w codziennych walkach ginęły tysiące żołnierzy niemieckich. Te słowa w powieści miały zobrazować przyzwyczajenie do brutalności wojny i uznawania jej za stan normalny. W języku polskim spotyka się też zmodyfikowane formy, jak w tekście: „Na Wschodzie bez zmian”: 2020 rok i wojna w Donbasie[8].
- Co dalej, szary człowieku? (Kleiner Mann, was nun?) – to powieść Hansa Fallady (1932) o czasach kryzysu w Niemczech w latach 1930–1932. Bohater powieści i jego żona zmagają się z brakiem pracy i kłopotami codziennego życia, a jedynym ratunkiem dla nich jest miłość między nimi. Takie pytanie stawiane jest również dzisiaj, nie tylko wtedy, gdy chodzi o problemy bytowe prostego człowieka (por. Janusz Sławiński: I cóż dalej, szary człowieku?[9]).

Źródłem „skrzydlatych słów” są również znane w Polsce Baśnie braci Grimm. Niektóre tytuły baśni są uznawane zarówno w języku niemieckim, jak i w języku polskim za „skrzydlate słowa”, na przykład z baśni Kopciuszek (Aschenputtel): Stoliczku, nakryj się! (Tischlein, deck dich) jako część tytułu jednej ze znanych baśni. Niektóre wyrazy przybrały w języku polskim nowe znaczenia, jak „kopciuszek” dla nazwania pokornej, zaniedbanej osoby. Z bajki o królewnie Śnieżce pochodzą słowa:
- Lustereczko, powiedz przecie, kto jest najpiękniejszy w świecie? (Spieglein, Spieglein an der Wand, wer ist die Schönste im ganzen Land?)[10][4].

Z Opery za trzy grosze (Die Dreigroschenoper) (1928) Bertolta Brechta, do której muzykę napisał Kurt Weill, pochodzą słowa: 
- A rekiny w oceanie mają zębów pełen pysk (Und der Haifisch, der hat Zähne).

Akcja musicalu toczy się w XIX-wiecznym Londynie. Głównym bohaterem utworu jest gangster Mackie Majcher. Na kanwie songu Brechta powstały piosenki, w USA wykonywane przez Franka Sinatrę i Ellę Fitzgerald, a również w Polsce, gdzie wykonawcami byli Jan Kobuszewski i Wiesław Gołas.
Dość znany, funkcjonujący w języku polskim, jest „baron” Münchhausen, żołnierz, awanturnik z Dolnej Saksonii, żyjący w latach 1720–1797. Do historii przeszedł jako wielki samochwała, opowiadacz wielu zabawnych, wręcz nieprawdopodobnych opowieści. Już w XVIII wieku zostały one spisane i wydane najpierw w Anglii, później w Niemczech. Münchhausen stał się bohaterem książek, filmów i sztuk teatralnych w Niemczech i w innych krajach, w tym również w Polsce. W przekładzie Hanny Januszewskiej ukazały się Niezwykłe przygody Barona Münchhausena. Jeśli więc ktoś opowiada nieprawdopodobne historie, można powiedzieć, że „zachowuje się jak baron Münchhausen”.